# Pyrenejský horský pes
Pyrenejský horský pes (anglicky Pyrenean Mountain Dog) je velké, mohutně stavěné psí plemeno, určené původně k ochraně stád v horách. Je největším z řady navzájem si velmi podobných bílých pasteveckých psů, kteří pomáhali pastevcům v horách od Karpat až po Pyreneje. Mezinárodní kynologická federace (FCI) toto plemeno uznává a řadí jej do skupiny pinčové, knírači, plemena molossoidní a švýcarští salašničtí psi.

## Historie

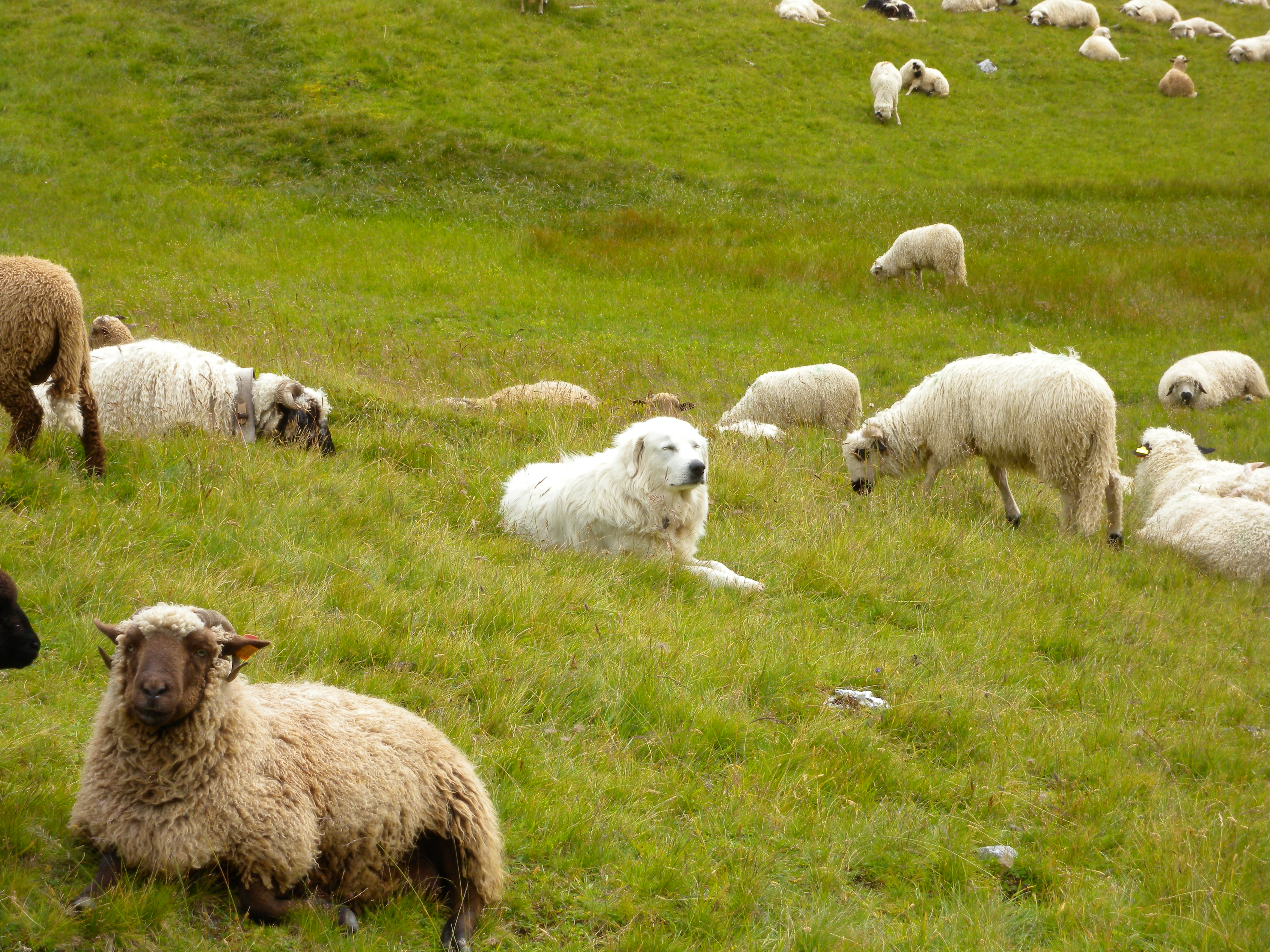
Pyrenejský horský pes strážící stádo ovcí

V Pyrenejích je znám již od středověku, kdy byl využíván k ostraze zámků; jeho existence byla zdokumentována Gastonem Phoebem již ve 14. století. V 17. století sloužil také jako ceněný společenský pes, mimo jiné byl znám na dvoře Ludvíka XIV. První podrobný popis tohoto plemene v knize hraběte von Bylandt pochází z roku 1897. O deset let později byl založen první klub chovatelů a v roce 1923 nechal Spolek milovníků pyrenejských horských psů zapsat první oficiální standard plemene u SCC (Société Centrale Canine de France). Dnešní standard plemene vychází ze standardu z roku 1923, od té doby byla provedena především upřesnění jeho znění, bez dalších změn.
V Česku se toto psí plemeno chová poměrně běžně a zastřešuje jej zde Klub chovatelů málopočetných plemen psů a Klub pyrenejských plemen.

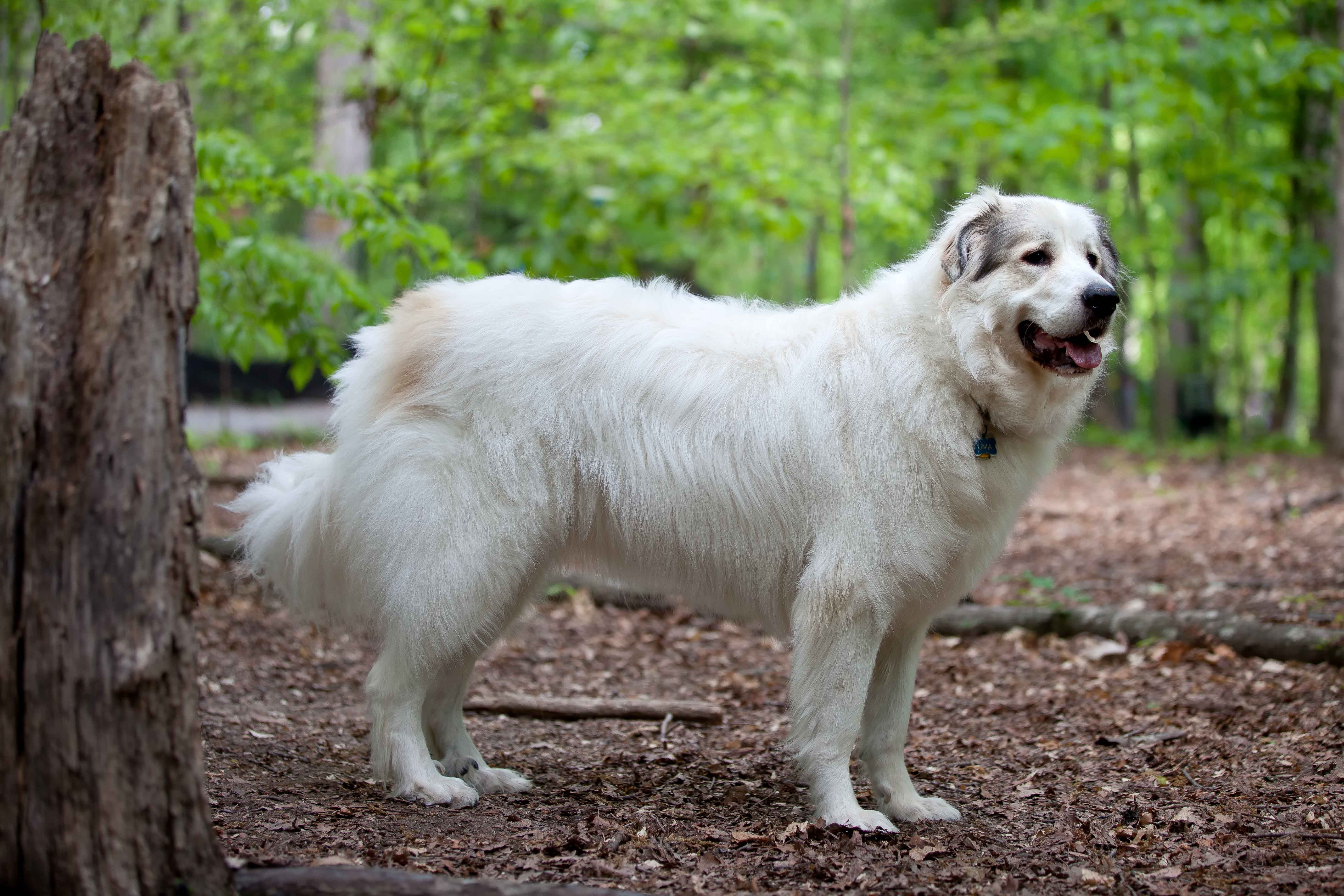

## Popis
Pyrenejský horský pes je velký, silný, přitom však elegantní dlouhosrstý pes obdélníkového formátu. Ne příliš velká hlava s malýma, jantarově hnědýma očima a malýma zavěšenýma trojúhelníkovýma ušima. Hřbet široký a silný, hrudník široký, dlouhý, ne příliš hluboký. Končetiny silné, rovné, na zadní straně dobře osrstěné. Ocas dlouhý, bohatě osrstěný, v klidu nesený dolů, při vzrušení se stáčí nad hřbet. Hustá, silná srst může být zvlněná a na krku tvoří hřívu. Barva bílá, případně s šedými, žlutými či oranžovými znaky na hlavě, na uších, na kořeni ocasu. Znakům v barvě jezevčí šedé se dává přednost.
Jako ostatní francouzská pastevecká plemena má i pyrenejský horský pes paspárky. Je to jeden ze znaků plemene a jsou nezbytné pro uchovnění. Drápy se na paspárcích musí často stříhat, protože se neobrušují jako ty ostatní. Paspárky údajně pomáhaly při boji psa s medvědy či vlky a šestiprstý pes se může lépe pohybovat po hřbetech ovcí a překonávat bahnitý terén.

## Povaha
Je to klidný, vyrovnaný a velmi trpělivý pes, jemuž je agresivita cizí. Svěřené území však dovede spolehlivě ochránit. Příslovečně věrný, oddaný rodině i dětem (viz kniha Bella a Sebastián od Cécile Aubryové, která byla i zfilmována). Tento mimořádně velký pes vyžaduje dostatek prostoru, nejlépe na rozlehlých venkovských usedlostech. Nezbytná je pravidelná péče o srst, aby nedocházelo k jejímu plstnatění. Hodí se k celoročnímu držení venku, lze i v domě se zahradou.
Je snadné jej zaměnit s ostatními horskými pasteveckými plemeny (čuvačem, kuvaszem aj.), z nichž je však výrazně největší.